# Црвени певац
Црвени певац је градска четврт Ниша, у Нишавском управном округу, око 1 километар од центра града. Обухвата раскарсницу Вождове улице (запад) и Булевара Др Зорана Ђинђића (исток) са Улицом Војводе Мишића (север и југ) све до раскарснице са Душановом улицом. Већина становника насеља живи у стамбеним зградама.

## Име
Насеље је добило име по кафани Црвени певац, која се ту налазила годинама, на чијем се крову налазио лимени певац (петао) црвене боје.